# プラウェート区
プラウェート区（プラウェートく、タイ語: เขตประเวศ）は、タイ王国バンコク都の行政区の一つ。
この行政区は、時計回りに、サムットプラーカーン県のバーンプリー郡、バーンナー区、プラカノーン区、スワンルワン区、バーンカピ区、サパーンスーン区、ラートクラバン区に接している。
シーナカリン通りがこの区の主要道路で、道路沿いに数多くの住宅建築のプロジェクトがある。

## 施設
- DON DON DONKI Seacon Square店（2021年10月1日オープン[1]）

## 歴史
1989年3月6日にプラカノーン区の一部が分かれて、プラウェート区が誕生した。